# Le Débat africain

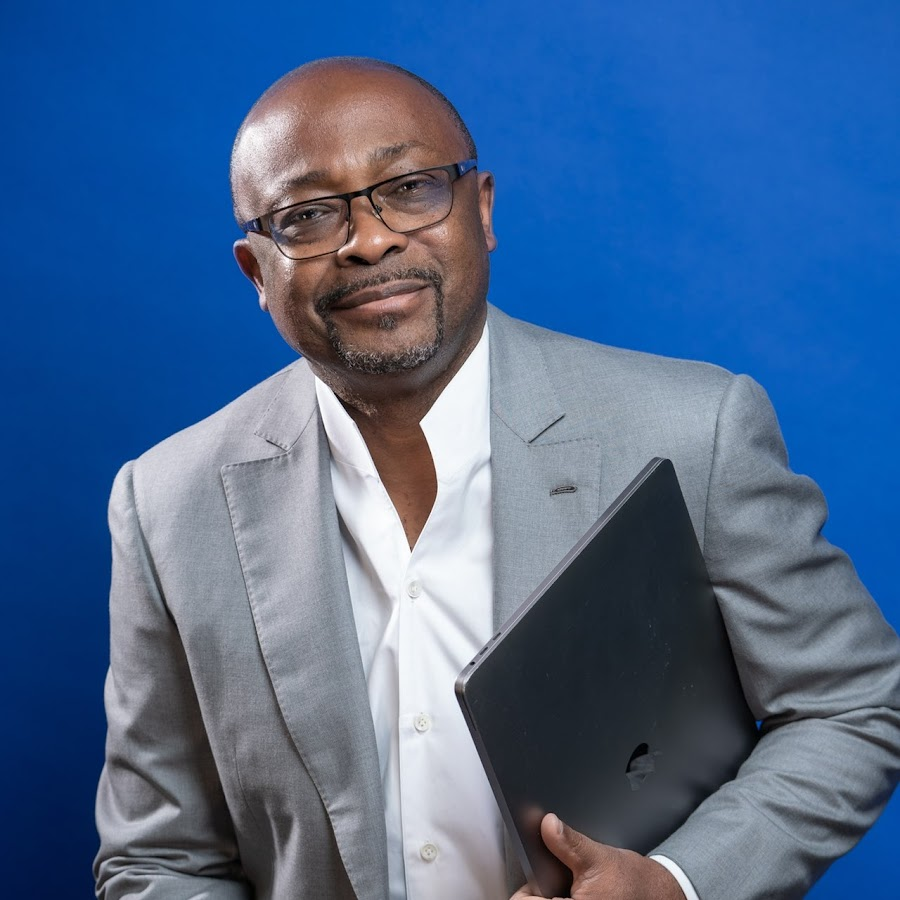
Alain Foka

Le Débat africain est une émission radiophonique de RFI qui reçoit des personnalités politiques ou non de l’Afrique francophone, et qui est diffusée depuis les années 1990.

## Intervenants
L’émission ayant plus le d'audience en Afrique francophone a connu successivement des journalistes d'origine africaine dont: 
En octobre 2023, Namouri Dosso, présentateur à RFI, devient l'animateur de cette émission en remplacement de son prédécesseur Alain Foka, journaliste camerounais qui démissionne le 17 octobre 2023 après près de 31 ans de carrière à RFI.
Madeleine Mukamabano, la journaliste franco-rwandaise, démissionne en 2010 après y avoir passé plus de 20 ans.

## Quelques émiassions phares ou délocalisées
En 2010, pour célébrer le cinquantenaire des indépendances en Afrique, l'émission a été délocalisée dans plusieurs capitales africaines, notamment dans d'anciennes colonies, afin de renforcer ses liens avec le continent.
Au Burkina-Faso à Bobo Dioulasso, la deuxième ville du Burkina Faso après Ouagadougou, deux jours d'émissions spéciales ont permis à entre 3 000 et 5 000 participants d'assister à Appels sur l'actualité et Archives d'Afrique, animés par des journalistes populaires de l'Afrique francophone et très suivis par le public local.
Au Niger, en octobre 2019, l'émission se tient à Niamey, au Niger, pour discuter de l'élection présidentielle prévue en 2021. Élection qui verra la première transition démocratique dans l'histoire du Niger depuis son indépendance.